# Fábio Mandingo
Fábio Oliveira Nascimento, conhecido como Fábio Mandinga, é um escritor brasileiro.

## Biografia
Nasceu em Santo Amaro da Purificação. Graduou-se em História pela Universidade Católica de Salvador, especializando-se em História Social do Negro no Brasil. Fez mestrado em Educação pela Universidade do Estado da Bahia. Fundou o Centro Cultural Quilombo Cecília.

## Obras
- 2011 - Salvador Negro Rancor (Ciclo Contínuo) - contos
- 2013 - Morte e Vida Virgulina (Ciclo Contínuo) - contos
- 2015 - Muito Como um Rei (Ciclo Contínuo) - contos